# Афремов, Леонид Аркадиевич
Леонид Аркадиевич Афремов (англ. Leonid Afremov: 12 июля 1955; Витебск, СССР (ныне Беларусь) — 19 августа 2019; Плая-дель-Кармен, Мексика) — советский художник-импрессионист, известный использованием в своём творчестве мастихина.
После смерти (19 августа 2019) популяризацией творчества Л.Афремова занимается его семья, которая живёт в Плае-дель-Кармен. Там же работает мастерская, в которой обученные Афремовым художники создают копии его картин.
Некоторые искусствоведы [какие?] считают, что Афремов — самый продаваемый художник в мире . Благодаря многочисленным копиям, которые изготавливаются в его студии, по данным семьи Афремова, продано более 10 миллионов картин и гравюр  .  Работы Леонида Афремова находятся в фондах галерей и частных коллекциях по всему миру.

## Детство и юность (1955—1978 г.)
Леонид Афремов родился 12.07.1955 г. в Витебске Белорусской ССР в традиционной еврейской семье. Отец Аркадий Афремов работал на обувной фабрике. Мама Белла Афремова была инженером-конструктором на металлургическом комбинате.
По воспоминаниям Леонида, в детские годы он был окружен вниманием и заботой. В школе учился хорошо, увлекался рисованием и историей. Он посещал всевозможные художественные кружки, которые предлагали в школе, к тому же брал частные уроки у местных художников.
В 1973 году Леонид Афремов с отличием окончил среднюю школу и был принят в Витебское художественное училище, на художественно-графический факультет. Во время учёбы он познакомился с работами Марка Шагала, Пикассо, Дали, Модильяни. На его ранние художественные работы очень повлияли Шагал и современный городской художник и импрессионист Майкл Флор.
Во время учёбы в училище Афремов участвовал в различных школьных выставках и даже продавал некоторые картины.
В 1975 году Леонид Афремов знакомится со своей будущей женой Инессой Каган. Через год после знакомства они поженились, а ещё через год в семье Афремовых родился первый из двух сыновей Дмитрий. Борис родился в 1984 году.
В 1978 году Афремов с отличием окончил училище, но продолжает брать частные уроки рисования у местного известного художника, члена союза художников СССР Исаака Юльевича Боровского.

## Становление, творческая карьера
После окончания Витебского художественного училища Леонид Афремов работал дизайнером лейбла на местной пивоваренной фабрике. Затем недолго — в местном театре сценографом.
В начале 1980-х годов он разрабатывал и изготавливал различные агитационные плакаты, тематические комнаты и стены для коммунистических событий и праздников, делал шаблонные скульптуры Ленина из гипса.
Из-за еврейских корней ему не разрешали участвовать в государственных выставках и быть членом местных художественных ассоциаций. Его ранняя работа была продана в частном порядке через семью и друзей и не была замечена в обществе. Большая часть картин Леонида Афремова в 1980-х годах была отдана бесплатно. В то время он не вел их учёт, как нет и фотографий его картин до 1990 года.
В 1986 году произошла чернобыльская катастрофа. Витебск находился всего в нескольких сотнях километров от Чернобыля, достаточно близко, чтобы излучение могло распространяться вместе с ветром и дождем. Экологическая ситуация в районе ухудшилась, сельскохозяйственные культуры и вода загрязнились радиоактивными осадками. Сильно пострадали маленькие дети, в том числе двухлетний сын Афремова. В то же время Леонид Афремов подвергался серьёзной дискриминации и оскорблениям за свое еврейское наследие. Либеральная политика Михаила Горбачева позволила еврейским советским гражданам мигрировать в Израиль в конце 1980-х годов. Сытый по горло антисемитизмом и проблемами, вызванными радиацией, Леонид решил без колебаний переехать в Израиль, как только откроются двери.

## Израильский период жизни и творчества (1990—2002 г.)
17 мая 1990 семья Афремовых прилетела в Израиль. Они были в числе первых, кто переселился из СССР в русско-еврейскую иммиграционную волну 1990-х годов. Поселились в г. Рамат-Гане.
Леонид получил работу дизайнера вывесок в местном рекламном агентстве. Его жена устроилась на текстильную фабрику.
Первая выставка Леонида Афремова состояла из более чем 20 картин. По воспоминаниям художника, предвзятое отношение к иммигрантам сказывалось не только на оценке полотен. Их автора не пустили на выставку, чтобы, по словам собственника галереи, не распугать посетителей. Все картины на этой выставке были раскуплены. Владелец галереи за все работы заплатил Леониду Афремову 500 долларов, и за них нельзя было купить новые краски и холсты. Этот момент стал переломным в творчестве Афремова. Тогда он впервые познакомился с мастихином.
В 1993 году семья Афремовых купила квартиру в Ашдоде, городе русских иммигрантов. Леонид по прежнему рисовал то, что готовы были покупать, то есть с маленькой творческой свободой. В поисках компромиссных вариантов продаж картин старший сын Леонида Афремова Дмитрий попробовал продавать их «от двери к двери». Этот метод хорошо зарекомендовал себя, и финансовое благополучие семьи стало улучшаться. К тому же, Леонид Афремов стал рисовать то, что ему хотелось, активно используя в качестве основного инструмента мастихин, оттачивая свою уникальную художественную идентичность.
Со временем появились заказы на «обнаженные» картины, которые имели немалый успех.
В 1995 году семья Афремовых смогла позволить себе открыть собственную галерею и каркасный магазин в Ашдоде. Она по прежнему не была популярна среди местных израильтян; в основном её посещали соотечественники-иммигранты.
Художнику приходилось рекламировать свои работы через русские иммигрантские СМИ и выставлять их в русских общественных центрах по всей стране.
В 1999 году Леонид Афремов подружился с русскоязычным израильским джазовым музыкантом Леонидом Пташкой, который вдохновил художника нарисовать коллекцию портретов популярных джазовых музыкантов и помог ему принять участие в успешной выставке на Международном джазовом фестивале в Ашдоде. С тех пор Леонид Афремов написал десятки своих любимых музыкантов.
В январе 2002 года семья Леонида Афремова решила иммигрировать в США.

## Американский период жизни и творчества (2002—2010 г.)
Сначала семья Афремовых приехала в Нью-Йорк. Там жила сестра Леонида. Но прохладный климат и проблемы со здоровьем художника (он постоянно боролся с артритом и мышечной болью, вызванной резкими перепадами температуры) заставили искать другое, более теплое место.
Таким образом в апреле 2002 года он переехал в Форт Лодердейл. Остальная семья присоединилась к нему несколько месяцев спустя.
Во Флориде Афремов столкнулся с такими же проблемами, что и в Нью-Йорке, продавая только определённые темы и предметы, которые галереи хотели и могли продать.
В 2004 году началась переломная для Леонида Афремова пора — эра eBay. Первую картину на этой площадке он продал за 300$. Но это было только начало. С этого времени Леонид Афремов не был ограничен видением заказчика, он получил полную возможность рисовать то, что давно просилось на холст импрессиониста. И именно на eBay он смог продаватькартины за сотни, а иногда — и тысячи долларов. Продавалось все без исключения.
В 2005 году семья переехала в Бока Ратон (Флорида). Параллельно с продажами на eBay Дмитрий Афремов своими силами начал создавать сайт afremov.com, который до сих пор остается основной легальной площадкой, продающей оригиналы художника и репродукции студии.
Картины Афремова начали покупать в больших количествах, поэтому было принято решение заниматься репродуцированием — изготавливать жикле. На eBay они продавались хуже, чем оригиналы, зато их с удовольствием заказывали оптовые магазины и галереи.
В 2005 году Леонид Афремов впервые провел отпуск в Плайе-дель-Кармен (Мексика) и Канкуне. С тех пор он посещал мексиканский Карибский бассейн 2-3 раза в год и окончательно влюбился в этот район. В конце концов, в марте 2010 года Леонид решил переехать в популярный мексиканский курортный город Плайя-дель-Кармен.

## Мексиканский период жизни и творчества (2010—2019 г.)
В 2011 году Леонид Афремов спонсировал строительство собственного личного ранчо возле Пуэрто-Морелоса, где он проводил большую часть своего времени.
В Мексике художник ценит спокойствие и живописные морские пейзажи, которые вдохновляют его на создание новых работ.
В своем новом большом доме (около 800 м.кв.) у него есть большая мастерская, а весь дом похож на огромную галерею.
В 2017 году, в возрасте 62 лет, Леонид Афремов набирает учеников. Они помогают делать рисунки карандашом и фон, а сам художник завершает работу со всеми её деталями. Для Леонида Афремова его творчество было и работой, и призванием, и хобби, которым он занимался ежедневно. Так до обеда импрессионист создавал оригиналы картин, а после обеда вместе с учениками заканчивал копии своих картин.
Выступил иллюстратором таких книг:
- «Никто без имени» — Фаина Тодорович
- Sweet Healing: A Whole Health Journey (Whole Health Journeys Book 1) — Michael Bedar
- Second Chance at Love — Monica Botha

Леонид Афремов умер 19 августа 2019 года в возрасте 64 лет от остановки сердца. О его смерти на следующий день объявил его сын на странице художника в Facebook.
Издательством GRECA была выпущена биография Леонида Афремова рассказанная его сыном Дмитрием.

## Влияние искусства Л. Афремова на современное общество
Леонид Афремов известен как художник, который первым в мире начал создавать картины с помощью мастихина, не используя другие инструменты. Данный стиль называют мастихиновой живописью или стилем Афремова.
Единый реестр профессиональных художников определил Леонида Афремова в категорию 2D.
Леонид Афремов известен как самопредставляющий художник. Он и его семья продвигает и продает работы Афремова исключительно через Интернет, редко представляя их на выставках.
После смерти художника студией, которая создает копии картин импрессиониста, занимается его семья. Созданные в ней картины имеют специальные сертификаты, которые удостоверяют их подлинность.
Полотна художника сегодня чаще всего становятся образцами для картин-раскрасок по номерам, столь популярных сегодня, не говоря о количестве подделок, создаваемых по мотивам его картин.
Живопись Леонида Афремова используется некоторыми психологами и психиатрами в сеансах арт-терапии.

## Критика творчества Леонида Афремова

### Критика творчества и стиля Афремова
Некоторые критики утверждают, что работы Леонида не являются полноценными предметами искусства и изобразительного творчества, так как подобная техника позволяет рисовать картины за несколько часов. Никаких официальных заявлений по этому поводу нет.

### Критика студии Афремова
Студию Афремова критикуют за выполнение работ, недотягивающих до уровня Леонида.

## Выставки с участием Л. Афремова (групповые и персональные)
- 1977 — Юбилей студентов, Витебск
- 1988 — Выставка Союза художников СССР, Витебск
- 1989 — Еврейская живопись, Москва
- 1990 — Выставка Союза художников СССР, Витебск
- 1991 — Художественная галерея Амалия Арбель, Ришон-ле-Цион, Израиль
- 1991 — Центр Искусств, Рамат-Ган
- 1992 — Еврейская живопись, Музей Рамат-Гана
- 1993 — Клуб «Гистадрут», Тель-Авив
- 1994 — Живопись иудаики, Тель-Авивский музей искусств, Тель-Авив
- 1994 — Lapid Art Gallery, Ашдод
- 1995 — Dilon Art Gallery, Яффа
- 1997 — Юбилейная выставка, Музей Ашдода
- 1998 — Галерея Оперного Театра, Тель-Авив
- 1999 — Ofir Art Gallery, Рамат-Авив, Тель-Авив
- 2000 — Музей Тель-Авива
- 2001 — Музей Ашдода